# Крус Асуль
«Крус Асу́ль» (исп. Deportivo Cruz Azul Futbol Club, «Синий Крест») — мексиканский футбольный клуб из юго-западной части столицы страны — Мехико. Долгое время команда базировалась в городе Хассо штата Идальго. «Крус Асуль» — традиционно одна из сильнейших мексиканских команд, занимает четвёртое место в Мексике по количеству выигранных чемпионатов — девять, больше только у «Америки», «Гвадалахары» и «Толуки». «Крус Асуль» с семью титулами делит первое место с «Америкой в зоне КОНКАКАФ по количеству выигранных турниров Лиги чемпионов этого региона. Также «Крус Асуль» является первой командой Мексики (в 2010 году этот успех повторила «Гвадалахара», в 2015 — «УАНЛ Тигрес»), которой удалось дойти до финала самого престижного клубного турнира Южной Америки — Кубка Либертадорес. В 2001 году «Крус Асуль» лишь в серии пенальти проиграл в финале аргентинской «Боке Хуниорс».

## История

«Синий локомотив» в городе Хассо, ныне называющемся Сьюдад-Крус-Асуль

«Крус Асуль» был основан в качестве любительской команды 22 мая 1927 года компанией по производству цемента «Сементо Крус Асуль» (Cemento Cruz Azul), которая располагалась в городе Хассо, штат Идальго. Почти век спустя, Cemento Cruz Azul до сих пор является одним из спонсоров клуба.
С 1927 по 1960 год команда неоднократно играла в Мехико с сильнейшими командами столицы и всей страны — с «Америкой», «Некаксой», «Атланте», «Астуриасом» и Депортиво Марте. Видя успехи своей любительской команды, новая администрация комбината, который стал называться «Кооператив Крус Асуль», решила оформить команде профессиональный статус и заявила команду во Второй Дивизион Мексики на сезон 1960/61. В 1964 году команда выиграла Второй Дивизион под руководством венгра Дьёрдя Марика.
Первый же титул чемпионов Мексики пришёл к команде в 1969 году, а в 1970-е годы «Крус Асуль» получил прозвище Локомотив (или Машина) за свои выдающиеся результаты — клуб становился шесть раз чемпионом страны и стал лучшей командой десятилетия. Всего к 1997 году в копилке «Крус Асуля» собралось восемь титулов чемпионов Мексики — команда выиграла все эти титулы менее чем за 40 лет.

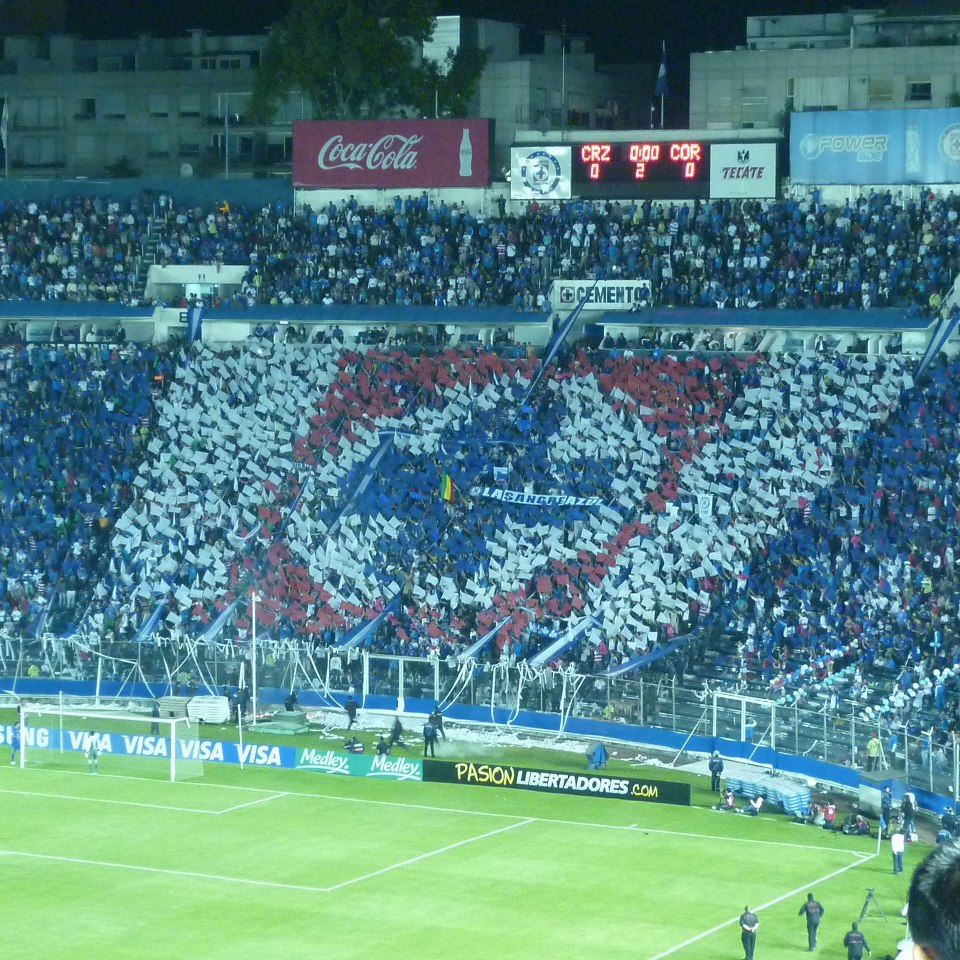
Перфоманс болельщиков «Крус Асуля» перед началом матча клуба

В 2001 году «Крус Асуль» сумел преодолеть ряд сильных соперников по пути к финалу Кубка Либертадорес («Сан-Каэтано», «Росарио Сентраль», «Ривер Плейт»). У себя дома, в Мехико, «Крус Асуль» проиграл 0:1 могучей «Боке», но сумел выиграть с таким же счётом на Бомбонере, и довести дело до серии пенальти, в которой победу всё же праздновали хозяева.
В 2007 году «Крус Асуль» дошёл до полуфинала решающих игр чемпионата Мексики в Клаусуре. Соперником была сильнейшая на данный момент мексиканская команда «Пачука». В домашнем матче Крус Асуль уступил своему сопернику со счётом 1:3, но всё же имел теоретические шансы отыграться в ответном матче. Однако в тот же вечер, 18 мая, было объявлено, что вторая допинг проба у игрока «Крус Асуля» Сальвадора Кармоны, взятая ещё в январе 2006 года, была положительной. Федерация мексиканского футбола, под предлогом того, что футболист участвовал в этом матче, решила снять с дальнейшего соревнования «Крус Асуль», и оставить в силе лишь итоговый результат первого матча, в котором выиграла «Пачука». Все аргументы команды и адвокатов игрока не смогли изменить решения и «Пачука» прошла в финал, где обыграла «Америку» и стала в очередной раз чемпионом Мексики.

## Достижения

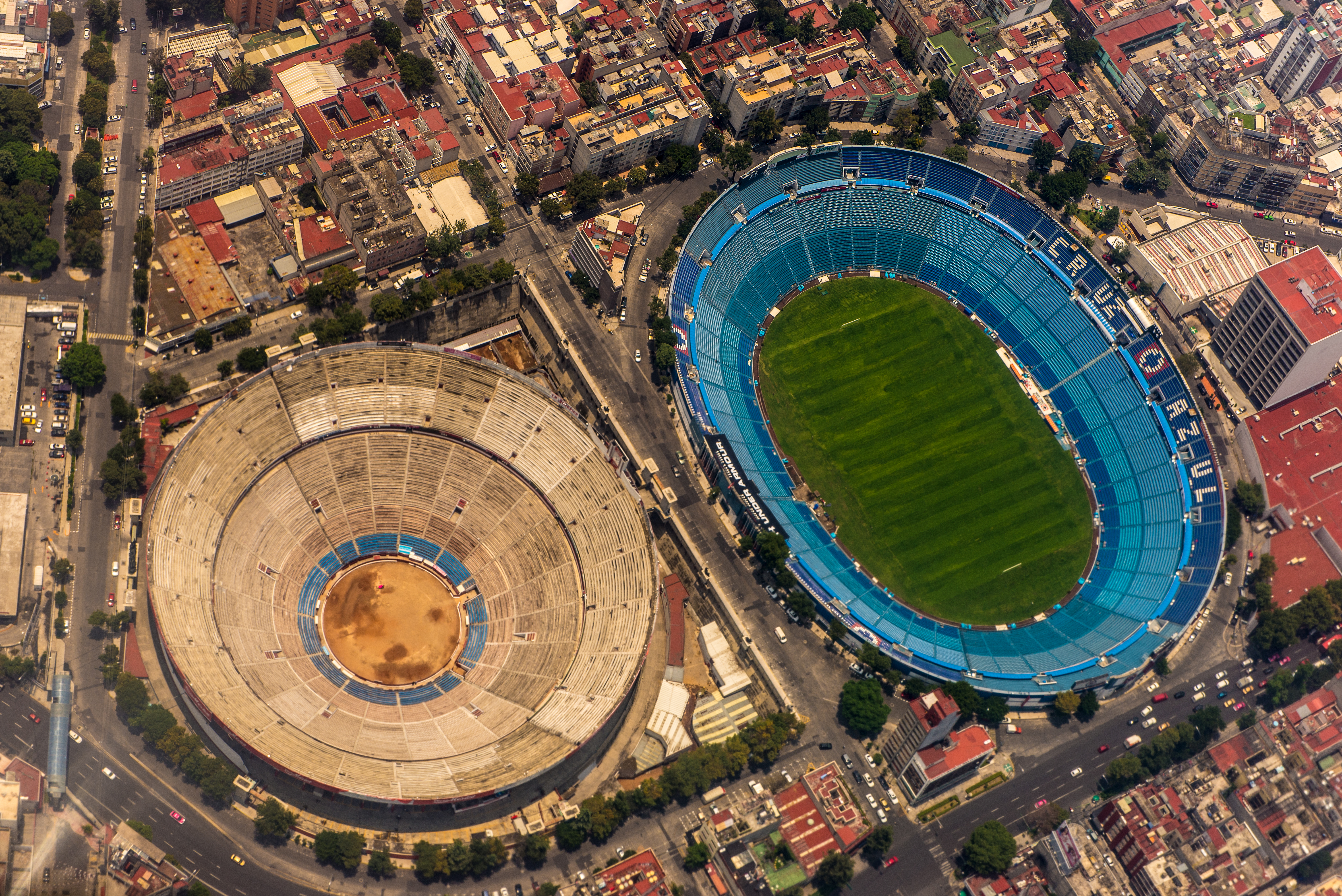
Стадион «Асуль»

- Чемпион Мексики (9): 1968/69, 1970, 1971/72, 1972/73, 1973/74, 1978/79, 1979/80, Зима 1997, Защитники Клаусура 2021
- Вице-чемпион Мексики (11): 1969/70, 1980/81, 1986/87, 1988/89, 1994/95, Зима 1999, Клаусура 2008, Апертура 2008, Ап. 2009, Кл. 2013, Ап. 2018
- Победитель Второго дивизиона Мексики (1): 1963/64
- Обладатель Кубка Мексики (4): 1968/69, 1996/97, Клаусура 2013, Апертура 2018
- Финалист Кубка Мексики (2): 1973/74, 1987/88
- Обладатель трофея Чемпион чемпионов Мексики (2): 1969, 1974
- Обладатель Кубка чемпионов КОНКАКАФ (7, рекорд): 1969, 1970, 1971, 1996, 1997, 2013/14, 2025
- Финалист Кубка Либертадорес (1): 2001

## Фарм-клубы

### «Крус Асуль Идальго»
«Крус Асуль Идальго» играет в третьем дивизионе страны. Выиграл чемпионат Сегунды в сезонах Клаусура 2007 и Апертура 2013.

## Рекордсмены клуба
Ниже представлены рекордсмены клуба по забитым голам и количеству сыгранных матчей в профессиональный период мексиканского футбола:
| Рекордсмены по количеству игр             | Рекордсмены по количеству игр |
| Футболист                                 | Игры                          |
| ----------------------------------------- | ----------------------------- |
| Хулио Домингес (2006—н. в.)               | 532                           |
| Оскар Перес (1993—2008; 2019)             | 444                           |
| Хосе Корона (2009—н. в.)                  | 431                           |
| Херардо Торрадо (2005—2016)               | 356                           |
| Кристиан Хименес (2010—2017)              | 272                           |
| Гваделупе Кастаньеда (1993—2000)          | 264                           |
| Хуан Рейносо (1994—2002)                  | 263                           |
| Рохелио Чавес (2005—2011; 2012—2016)      | 254                           |
| Томас Кампос (2000—2006)                  | 249                           |
| Франсиско Паленсия (1994—2001; 2002—2003) | 246                           |

| Лучшие бомбардиры                         | Лучшие бомбардиры |
| Футболист                                 | Голы              |
| ----------------------------------------- | ----------------- |
| Карлос Эрмосильо (1992—1998)              | 157               |
| Франсиско Паленсия (1994—2001; 2002—2003) | 102               |
| Кристиан Хименес (2010—2017)              | 66                |
| Эммануэль Вилья (2009—2012)               | 65                |
| Сесар Дельгадо (2003—2008)                | 62                |
| Хавьер Ороско (2005—2013)                 | 57                |
| Мигель Сепеда (2001—2003; 2004—2005)      | 46                |
| Джонатан Родригес (2019—н. в.)            | 44                |
| Мигель Саба (2006—2008)                   | 43                |
| Себастьян Абреу (2002—2003)               | 37                |